# Eisenbahngeschütz

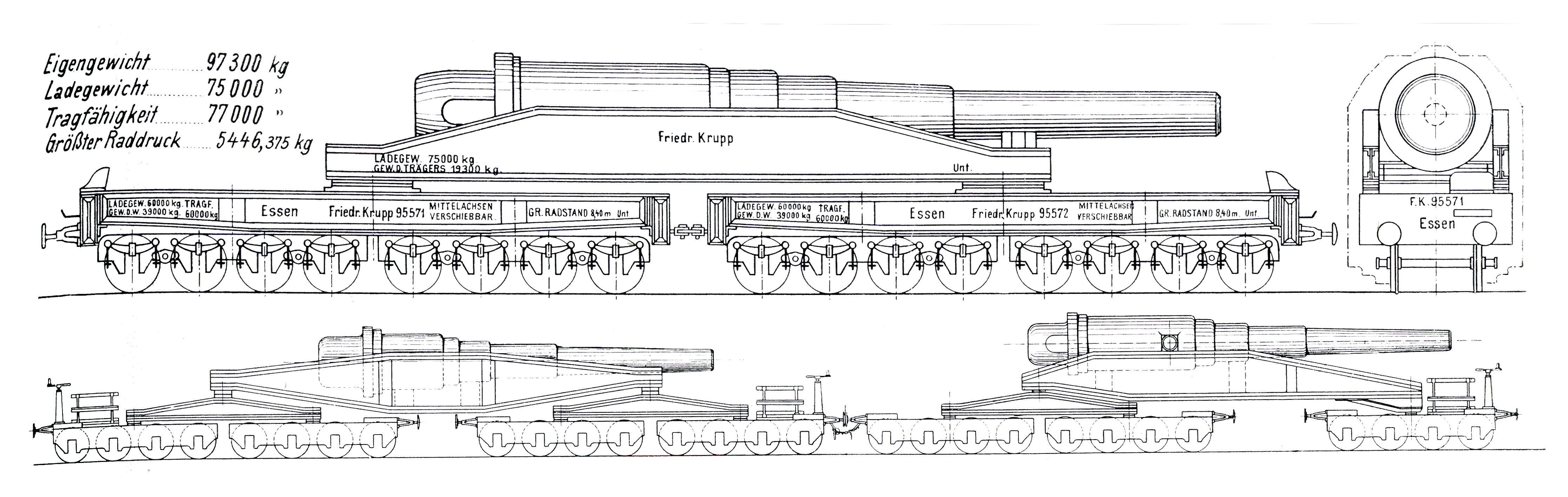
Prinzip-Skizze der Lagerung von Eisenbahngeschützen auf schienengebundenen Lafetten

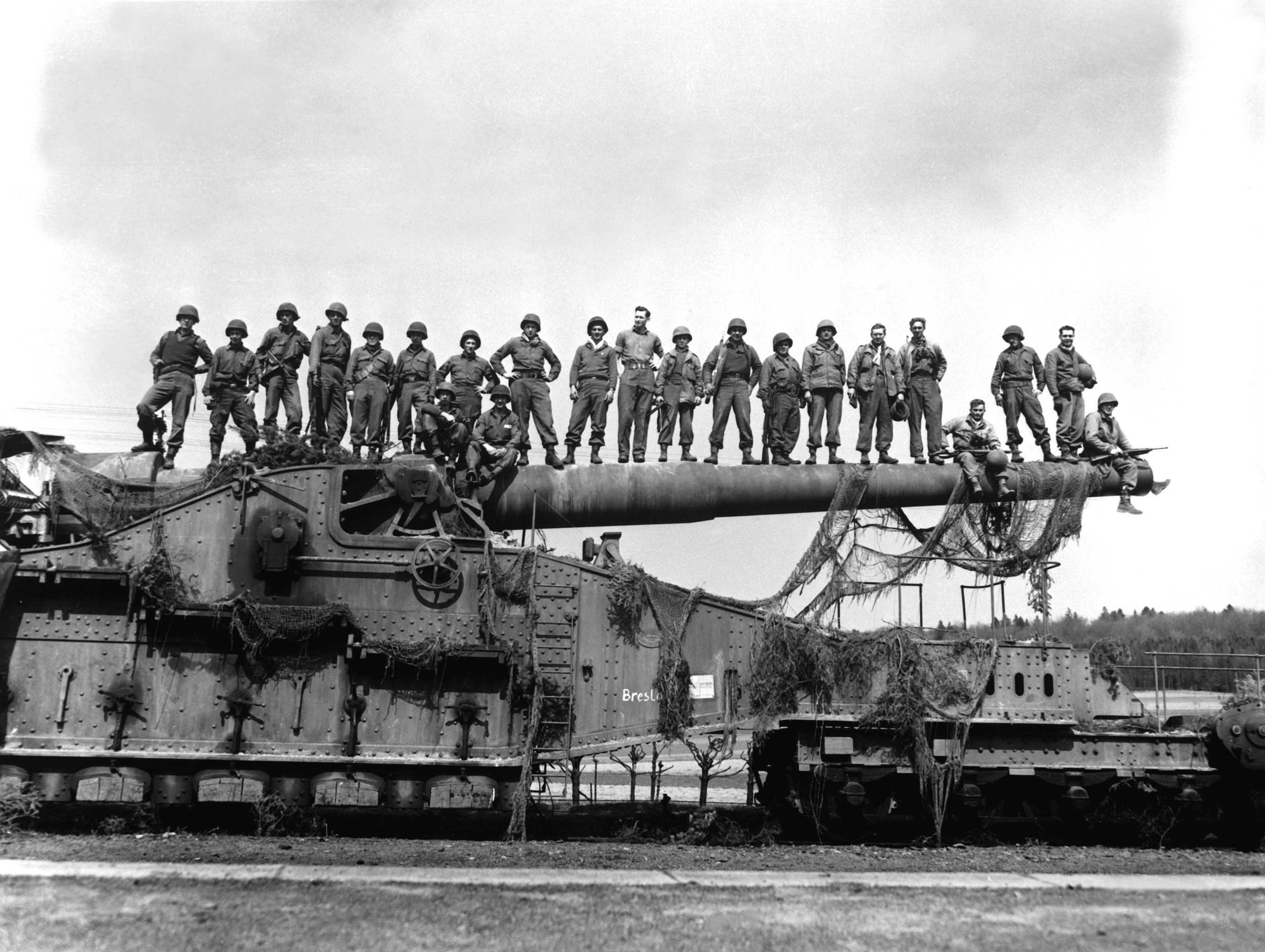
Dieses 27,4-cm-Eisenbahngeschütz wurde 1945 von US-Truppen in Thüringen – bei Rentwertshausen – erbeutet.

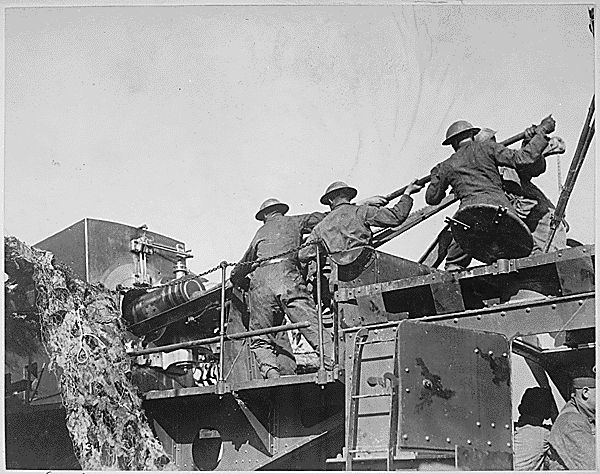
Ein US-amerikanisches Eisenbahngeschütz wird geladen.

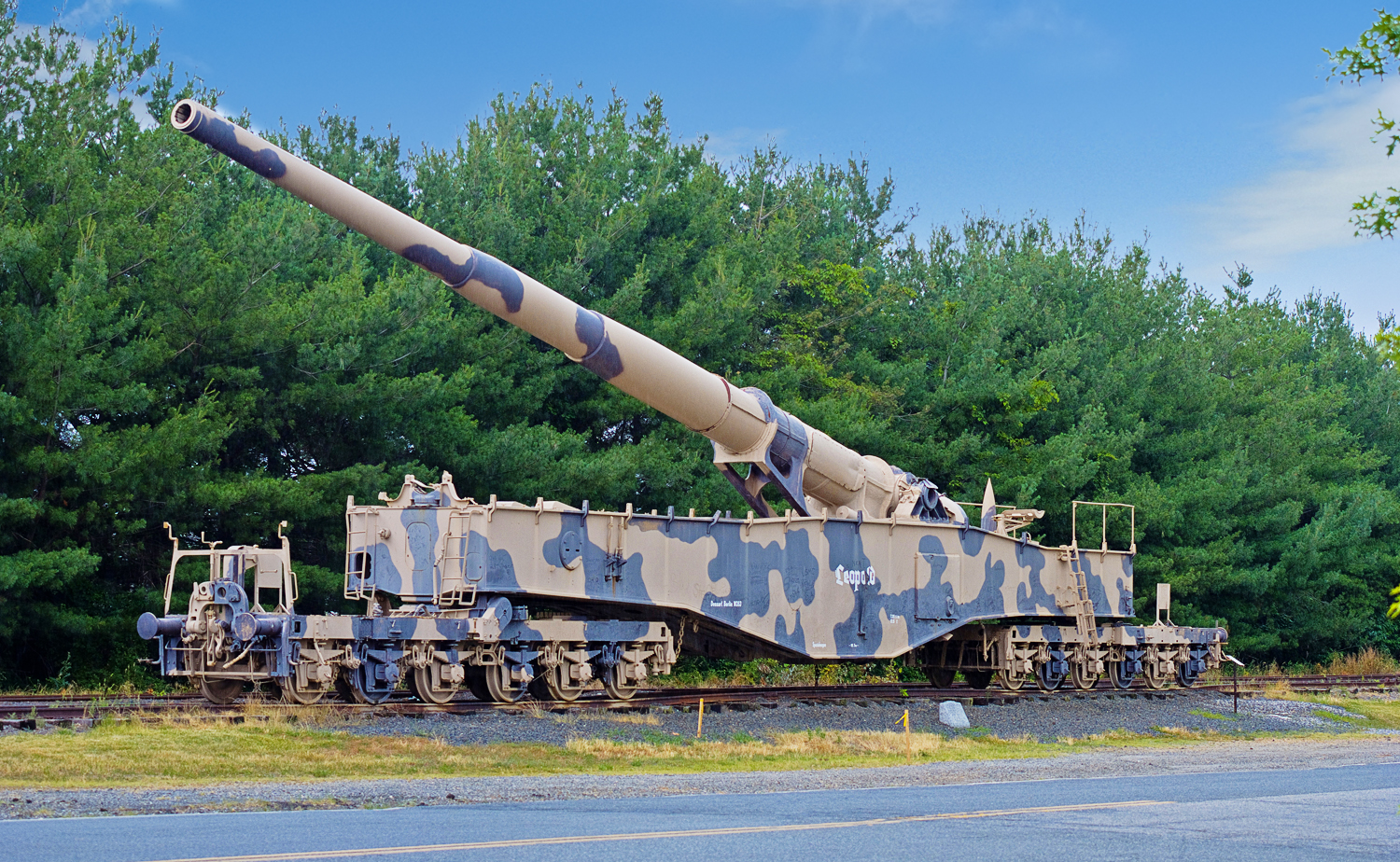
K 5 Leopold (28 cm)

Ein Eisenbahngeschütz oder Schienengeschütz ist ein mobiles Geschütz, das auf einer Eisenbahn-Lafette montiert ist.
Bekannte deutsche Eisenbahngeschütze des Ersten und Zweiten Weltkriegs waren K 12 (Kaliber: 21 cm), Bruno (28 cm) und K 5 (E) (Leopold/Robert) (28 cm), Langer Max und Siegfried (38 cm).
Die Sondergeschütze Schwerer Gustav und Dora (80 cm) wurden offiziell als Eisenbahngeschütze bezeichnet, obwohl sie nicht „mobil“ auf dem Eisenbahnnetz einsetzbar waren, sondern speziell gelegte kurze Gleisstrecken für den Auf- und Abbau und als Schießkurve benötigten.

## Funktion
Eisenbahngeschütze waren in der Regel großkalibrige Kanonen mit hohen Reichweiten. Sie sollten massive Festungsanlagen zerstören und Bunker bekämpfen können, ein weiteres Einsatzfeld war der Beschuss von strategischen Zielen oder Bereitstellungen hinter der gegnerischen Frontlinie, die außerhalb der Reichweite der gewöhnlichen Feldartillerie lagen. Die Rohre der ersten Eisenbahngeschütze waren ursprünglich Schiffsgeschütze. Dies erklärt sich aus der unterschiedlichen Entwicklung der Geschütze bei Heer und Marine: Auf Schiffen installierte Geschütze konnten erheblich größer gebaut werden als solche, die im Gelände transportiert werden mussten. Beim Heer wurden generell nur lastenteilbare Geschütze genutzt – d. h., Geschütze, deren einzeln teilbare Baugruppen ein Höchstgewicht von 2.000 kg nicht überschritten, um sie auch im Pferdezug bewegen zu können. Auch Probleme der Bettung sorgten dafür, dass klassische Feldgeschütze nicht die Ausmaße von Seegeschützen annahmen.
Die größten Eisenbahngeschütze benötigten eine sehr lange Vorlaufzeit, bevor der erste Schuss am Einsatzort abgefeuert werden konnte. Teilweise mussten spezielle Gleise wie Schießkurven verlegt werden, oder das Geschütz war mit Gleisklauen auszurüsten, beziehungsweise wurden vor dem Einsatz spezielle Bettungen wie beispielsweise Kreuzbettungen oder Vögele-Drehscheiben errichtet. Diese Maßnahmen dienten in erster Linie der Vergrößerung des Seitenrichtbereiches der Eisenbahngeschütze, die ohne Unterstützung nicht beliebig zur Seite gerichtet werden konnten und der Aufnahme der immensen Rückstoßkräfte beim Abschuss.

## Geschichte
Schon im Sezessionskrieg 1861–1865 setzten die Amerikaner auf Eisenbahnwaggons montierte schwere Geschütze ein. Ihnen folgten im Deutsch-Französischen Krieg 1870/71 bei der Belagerung von Paris die Franzosen, die ihre auf Eisenbahnlafetten montierten Schiffsgeschütze auf einer parallel zur Hauptumwallung um Paris führenden Ringbahn schnell an den jeweiligen Brennpunkt eines Feuerkampfes fahren konnten.
Die hohe Zeit der Eisenbahngeschütze war der Erste Weltkrieg mit den verhältnismäßig starren Frontlinien: Schwere, aber noch brauchbare Schiffsgeschütze wurden ab 1915 aus veralteten Linienschiffen und Panzerkreuzern ausgebaut und zur Bekämpfung weit hinter der Front liegender Stabsquartiere und Nachschublager eingesetzt. Zu gleichen Zwecken baute man in festen Stellungen eingebaute Küstengeschütze ab und an der Front wieder auf. Hierbei gestattete der Stellungskrieg, in dem sich die Fronten über Jahre hinweg nur um wenige Kilometer verschoben, die arbeitsintensive Anlage von Schießkurven und Drehscheiben, aus denen heraus die Geschütze auch seitlich gerichtet werden konnten. Flugzeuge waren erst ab etwa 1917 so weit entwickelt, dass sie Bombenlasten von mehr als 50 kg transportieren konnten, ihnen fehlten aber noch bis Kriegsende Zielvorrichtungen, die es erlaubten, kleine Punktziele genau zu treffen.
Im Zweiten Weltkrieg waren Eisenbahngeschütze veraltet, da ihre Aufgaben durch die Luftwaffe effizienter erfüllt werden konnten. Da aber jedes größere Heer noch über sie verfügte, spielten sie dennoch eine gewisse, wenn auch sehr geringe in keinem Verhältnis zum Aufwand stehende Rolle.
Die Projekte P1500 „Monster“ und P1000, selbstfahrende Versionen mit einem Gewicht von 1500 bzw. 1000 Tonnen, wurden Anfang 1943 von Rüstungsminister Albert Speer eingestellt.

## Einsatzstaaten

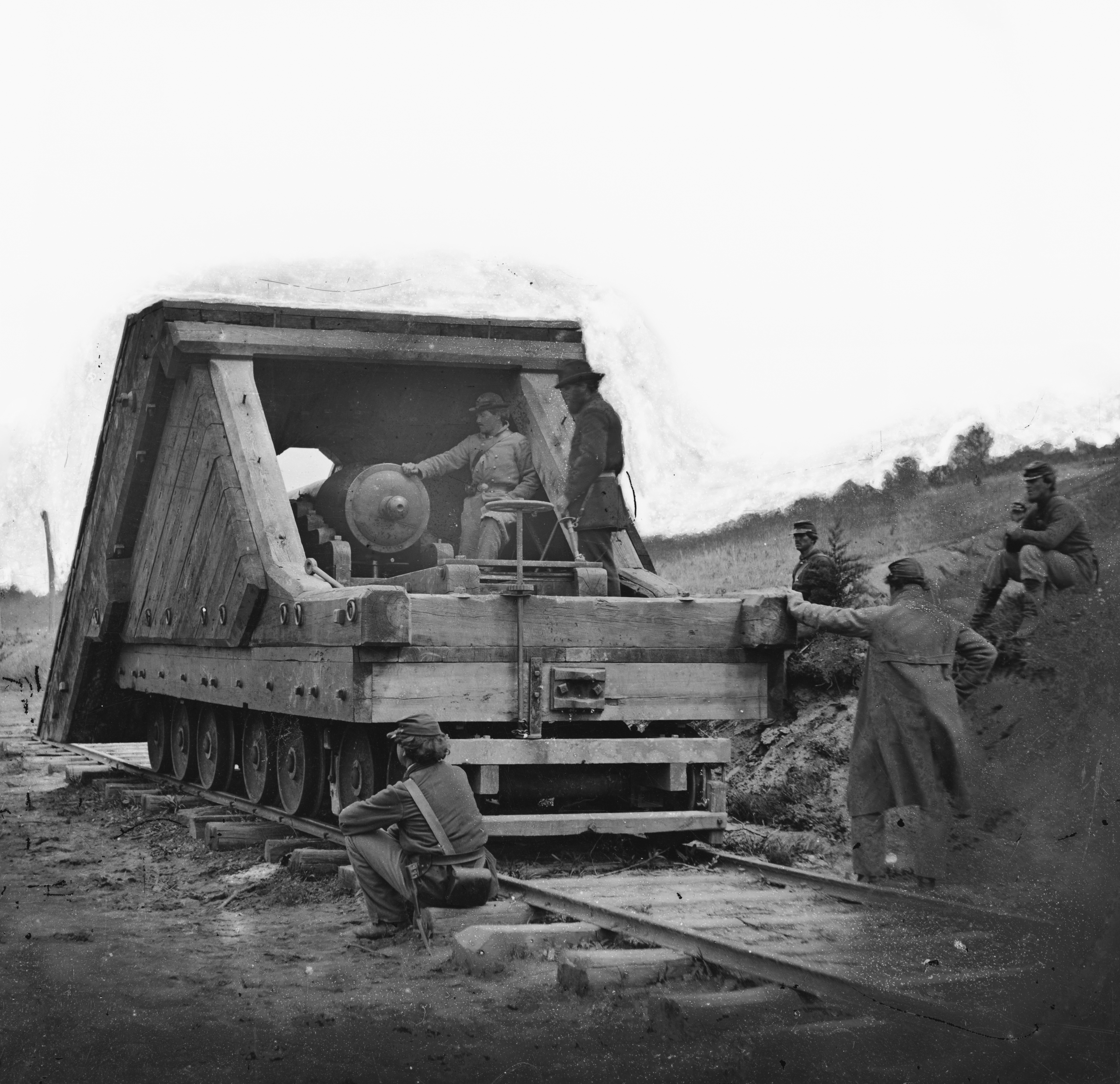
Eisenbahngeschütz der Konföderierten

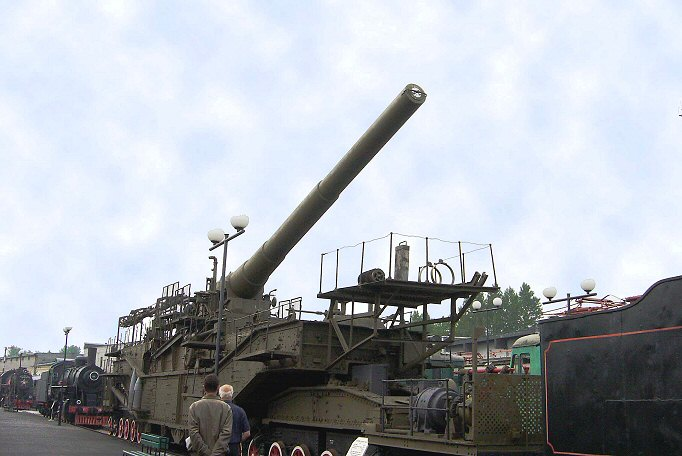
Sowjetisches Eisenbahngeschütz TM-3-12

### Frankreich
Frankreich trieb die Entwicklung einer beweglichen Eisenbahnartillerie schon früh voran und erreichte auf diesem Gebiet während des Ersten Weltkrieges eine führende Stellung. Bei vielen französischen Eisenbahngeschützen wurde der Rückstoß beim Abfeuern durch das Zurücklaufen des gesamten Geschützes auf den Gleisen abgefangen (Schleiflafette). Ein Beispiel dafür war das Eisenbahngeschütz Canon de 320 mm mle 1870/93. Ein Großteil der 1940 im Dienst stehenden Geschütze wurde im Juni 1940 (Westfeldzug) von der Wehrmacht erbeutet und weiter verwendet.

### Großbritannien
Britische Unternehmen fertigten schwere Eisenbahngeschütze in Kalibern von 234 mm bis 343 mm, wobei hauptsächlich Marinerohre verwendet wurden (Beispiel: 305-mm-Eisenbahnhaubitze Mk V). Haupteinsatzgebiet war der Küstenschutz; die letzten drei 343-mm-Eisenbahngeschütze wurden dort 1947 ausgemustert.

### Russland
Basierend auf dem Schiffsgeschütz 305-mm-L/52-Kanone M1907 der Kaiserlich-Russischen Marine wurde 1938 im Staatlichen Werk Nikolajewsk ein Eisenbahngeschütz namens TM-3-12 (russisch транспортер морской типа 3 калибра 12 дюймов) entwickelt. Drei Stück wurden gebaut.

### USA
Die USA hatten bereits im Sezessionskrieg Erfahrungen mit Eisenbahngeschützen gemacht, so zum Beispiel während der Belagerung von Petersburg. Später griffen sie zunächst auf in Lizenz gebaute französische und britische Geschütze zurück; erst nach dem Ersten Weltkrieg gab es eigene Konstruktionen (254 bis 406 mm).

### Japan
Das Kaiserlich Japanische Heer kaufte 1926 ein Kanonenrohr im Kaliber 24 cm vom französischen Unternehmen Schneider-Creusot und baute die übrigen Komponenten für das Eisenbahngeschütz in Japan zusammen. 1930 wurde das Typ 90 24-cm-Eisenbahngeschütz an die Truppe übergeben.

### Italien
Italien, das 1915 die Seiten gewechselt hatte, verwendete im Ersten Weltkrieg zunächst französische Eisenbahngeschütze.
1917 kam das von Ansaldo gebaute Geschütz 381/40 zum Einsatz, von dem vier Stück gebaut wurden. Für den Bau wurden vier Schiffsgeschütze 381/40 Mod. 1914 verwendet,
die ursprünglich für das Schlachtschiff Cristoforo Colombo der Francesco-Caracciolo-Klasse bestimmt waren. 